# East Boston
East Boston ist ein Stadtteil (Neighborhood) von Boston im Bundesstaat Massachusetts der Vereinigten Staaten mit ca. 42.000 Einwohnern. Er befindet sich auf aufgeschüttetem Land, das mehrere ursprüngliche Inseln zu einer Gesamtfläche verbindet. Im Jahr 1836 wurde East Boston von Boston annektiert. Durch seine Lage ist der Stadtteil physisch vom Rest der Stadt durch den Boston Harbor getrennt. Er wird durch die Städte Winthrop und Revere sowie durch den Chelsea Creek begrenzt.
Direkt westlich auf der anderen Seite des Hafens befinden sich die Bostoner Stadtteile North End und Financial District. Schon seit langer Zeit kommen viele Immigranten in diesen Teil der Stadt. Heute haben Einwanderer aus El Salvador, Kolumbien, Brasilien und anderen Ländern aus Südamerika East Boston zu einem der bedeutendsten Zentren der Latino-Kultur in Neuengland gemacht.

## Geschichte

### Die Anfänge
Die Landmasse, auf der sich heute der Stadtteil East Boston befindet, entstand durch Landaufschüttung, um insgesamt fünf Inseln miteinander zu verbinden: Noddle's Island, Hog (später Orient Heights),
Breed's Island, Governors Island, Bird Island und Apple Island. Die letztgenannten drei Inseln wurden zur Erweiterung des Logan International Airport während des Zweiten Weltkriegs verbunden. Bereits kurz nach der Gründung von Boston diente Noddle's Island als Weide für Kühe.
Im Jahr 1801 informierte William H. Sumner die US-amerikanische Bundesregierung, dass eine Mautstraße (Turnpike) zur Verbindung von Salem mit Boston geplant sei, deren Strecke über das bisher unerschlossene Noddle's Island führen sollte. Diese Route sei die direkte Verbindung und einfacher zu bauen als andere. Er ignorierte dabei jedoch bewusst die Tatsache, dass die Regierung bereits Land in Charlestown gekauft hatte, um dort einen Marinestützpunkt zu errichten. Durch die zu errichtende Brücke wäre der Zugang für Schiffe versperrt, doch Sumner verließ sich auf die Öffentlichkeit, die zu diesem Zeitpunkt eine Kriegsmarine für keine gute Idee hielt. Jedoch änderte sich dies mit dem Britisch-Amerikanischen Krieg, der im Wesentlichen als Seekrieg geführt wurde. Da eine Streckenführung durch East Boston und über den Boston Harbor die Schifffahrtswege zum zukünftigen Charlestown Navy Yard blockiert hätte, wurde der Turnpike stattdessen durch Chelsea und nicht über Noddle's Island geführt.

### Gründung derEast Boston Company
Nach dem Tod von Colonel Greenough, der sein Leben lang gegen den Verkauf des Landes an Sumner war, begann Sumner mit den Vorbereitungen zum Erwerb von Noddle's Island. Im Februar des Jahres 1832 kaufte er die ersten Anteile an der Insel schließlich gemeinsam mit seinen Geschäftspartnern Steven White und Francis J. Oliver zum Preis von 100 US-Dollar pro Acre, insgesamt 32.500 US-Dollar. Dies gab ihnen die Kontrolle über die Hälfte der Insel, woraufhin sie die East Boston Company gründeten. Sie unterteilten ihre Hälfte in 666 Anteile, die jeder 0,5 Acre umfassten, und setzten dafür einen Verwaltungsrat ein, der über die Grundstücke verfügen konnte. Um den Zugang zur Insel zu verbessern, setzte sich die Gesellschaft für eine Bahnstrecke von Boston nach Salem ein, die über die Insel führen sollte. Außerdem sollte eine Fähre zwischen Boston und der Insel verkehren. Gegen Ende des Jahres 1833 besaß die Gesellschaft die Kontrolle über die gesamte Insel, und 1836 heiratete Sumner Greenoughs Witwe Maria Foster Doane.

### Verbindungen zum Festland

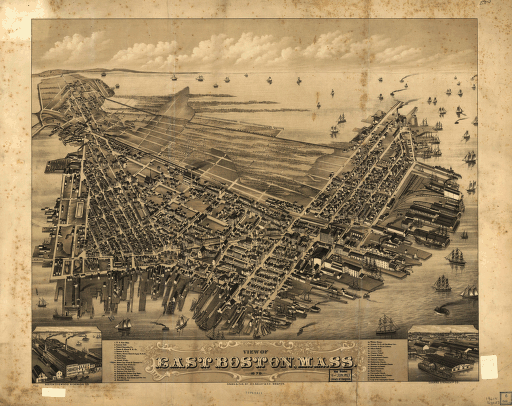
East Boston im Jahr 1879

In den 1830er Jahren war auf den Inseln die Verkehrsanbindung das größte Problem. Die East Boston Company war überzeugt, dass der Stadtteil keinen besonderen Wert besaß, so lange die Einwohner keine verlässliche Möglichkeit hatten, das Gebiet vom Festland aus zu erreichen. So setzte das Unternehmen in den 1830er Jahren als temporäre Lösung einen Raddampfer ein, der jeweils 15 Personen auf einmal vom Festland nach East Boston transportieren konnte. Später kaufte das Unternehmen das Dampfschiff Tom Thumb, obwohl dafür kein Personal vorhanden war.
Zu dieser Zeit befand sich die Entwicklung der Dampfeisenbahn noch in den Kinderschuhen. Der Erfinder Henry Sargent kam auf die East Boston Company zu und bot seine neueste Entwicklung an: eine Hängebahn. Die Wagen, die jeweils 6 Personen transportieren konnten, wurden durch eine Dampfmaschine angetrieben, die ebenfalls an den Schienen hing. Sargent pries seine Entwicklung als Erfindung an, „welche die Insel zu einem zentralen Anziehungspunkt für viele Menschen machen wird“. Die Gesellschaft erlaubte den Bau einer der ersten Schwebebahnen der Welt auf ihrem Land, doch der Betrieb musste 1834 nach nur neun Tagen mangels Passagieren wieder eingestellt werden.
In der Mitte der 1830er Jahre investierte die Gesellschaft viel Energie und Geld, um die Anziehungskraft von East Boston weiter zu steigern. So waren sie auch weiterhin bestrebt, die Eastern Railroad nach East Boston zu holen. Die Fähren The Maverick und The East Boston nahmen ihren Betrieb von Lewis Wharf aus auf, eine frei befahrbare Brücke nach Chelsea wurde gebaut, Straßen wurden angelegt und Häuser errichtet. Viele dieser Aktivitäten wurden durch die Gründung der East Boston Lumber Company vorangetrieben, und auch die Boston Sugar Refinery wurde zu dieser Zeit als erstes produzierendes Unternehmen im Stadtteil errichtet.

### Die Familie Kennedy
Die Familie Kennedy lebte zunächst in einem Haus an der Meridian Street, das heute zwischen einem spanischen Supermarkt und einem Baumarkt eingezwängt ist, und zog später in ein größeres Haus an der Monmouth Street. Der Erfolg von Patrick Joseph Kennedy erlaubte es ihm, ein Haus für seinen Sohn Joseph-Patrick und zwei seiner Töchter am Jeffries Point in East Boston zu erwerben. John F. Kennedy führte eine berühmte Parade durch East Boston durch, als er im Jahr 1954 im Rahmen seines Präsidentschaftswahlkampfs in der Stadt war und winkend vor dem Restaurant Santarpio's fotografiert wurde.

“When my great grandfather left here to become a cooper in East Boston, he carried nothing with him except two things: a strong religious faith and a strong desire for liberty. I am glad to say that all of his great grandchildren have valued that inheritance.”

„Als mein Urgroßvater diese Stadt verließ, um Küfer in East Boston zu werden, nahm er nichts mit außer zwei Dinge: Einen strengen religiösen Glauben und ein großes Bedürfnis nach Freiheit. Ich bin froh sagen zu können, dass jeder seiner Urenkel dieses Erbe schätzt.“

Ted Kennedy erwähnte seine Wurzeln in East Boston bei vielen Anlässen während seiner Tätigkeit im Senat der Vereinigten Staaten. Die Familie hat ihre Ursprünge im Stadtteil nie vergessen, der während der Einwanderungswelle Heimat für Tausende von Immigranten aus Irland, Italien und Russland war.

### Jüngere Vergangenheit
Der Charakter von East Boston veränderte sich, als das Marschland aufgefüllt und die Straßenverläufe festgelegt wurden. Seit der Mitte des 19. Jahrhunderts war der Stadtteil die erste Anlaufstation für Immigranten in die USA. Zuerst kamen Iren und Kanadier, später auch Russen, Italiener und Asiaten sowie in jüngerer Zeit auch viele Menschen aus Zentral- und Südamerika.
Die Bevölkerungszahl stieg von etwa 1000 im Jahr 1837 auf über 64.000 im Jahr 1925, von denen die meisten aus Süditalien stammten. Heute leben etwas mehr als 38.000 Personen in East Boston und weisen ein durchschnittliches Haushaltseinkommen von 31.000 US-Dollar pro Jahr auf. Die Menschen im Stadtteil kommen aus den unterschiedlichsten Ländern und bilden jeweils kleinere Enklaven. Obwohl das North End heute als das „Little Italy“ von Boston angesehen wird, war der historische Hügel Orient Heights in East Boston die erste Gegend in Massachusetts, in die Immigranten aus Italien in den 1860er und 1870er Jahren zogen. Orient Heights ist daher auch heute noch das Zentrum der italienischen Gemeinschaft in Boston.
Im Zuge der Erweiterung des Logan International Airport in den späten 1960er und frühen 1970er Jahren wurden in East Boston alle Häuser entlang der ehemaligen Neptune Road abgerissen und die Familien umgesiedelt. Heute befinden sich dort Lagerhäuser und Gelände von Mietwagenfirmen.

### Einwohnerentwicklung

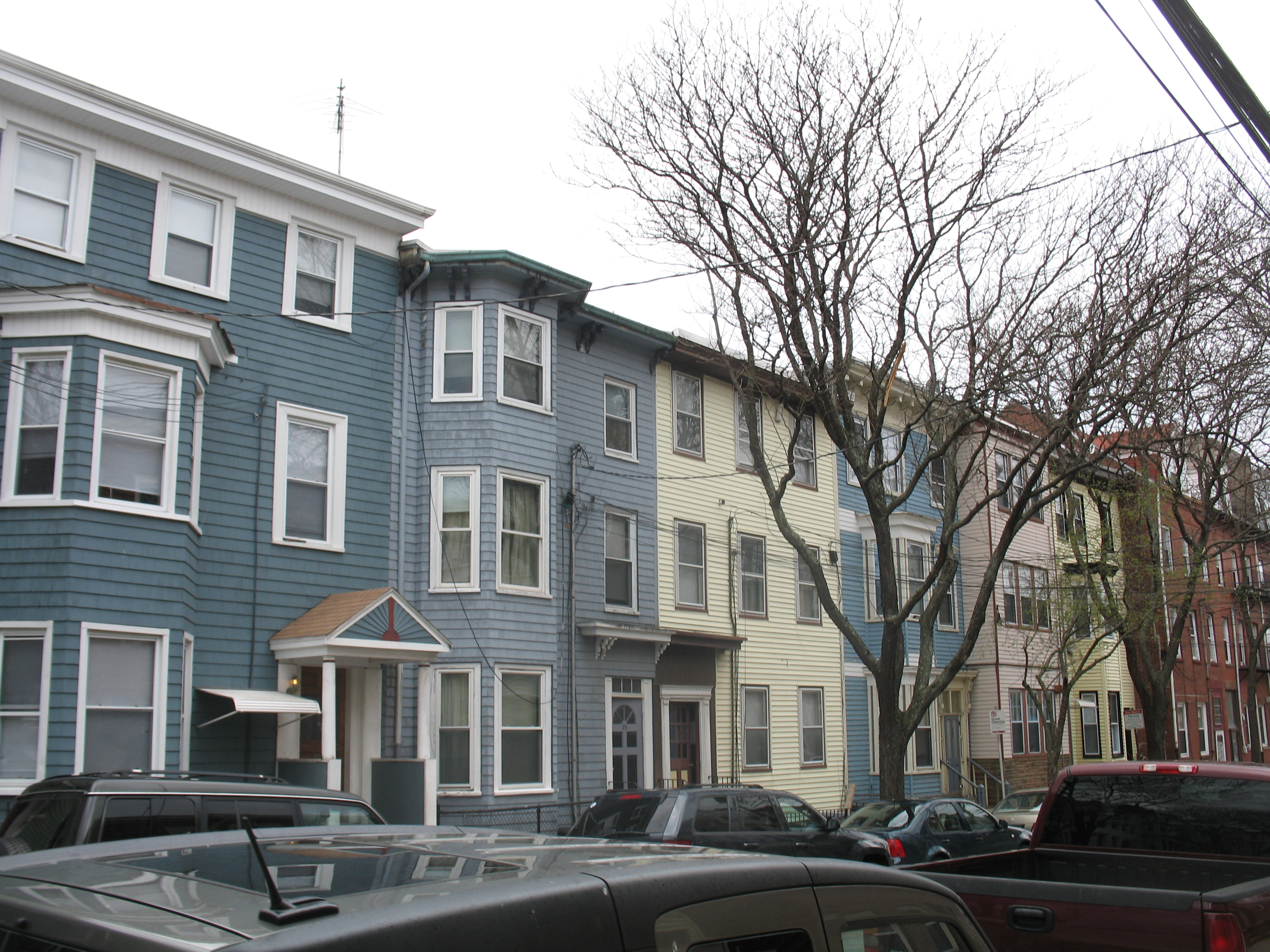
Häuser an der Cottage Street in East Boston

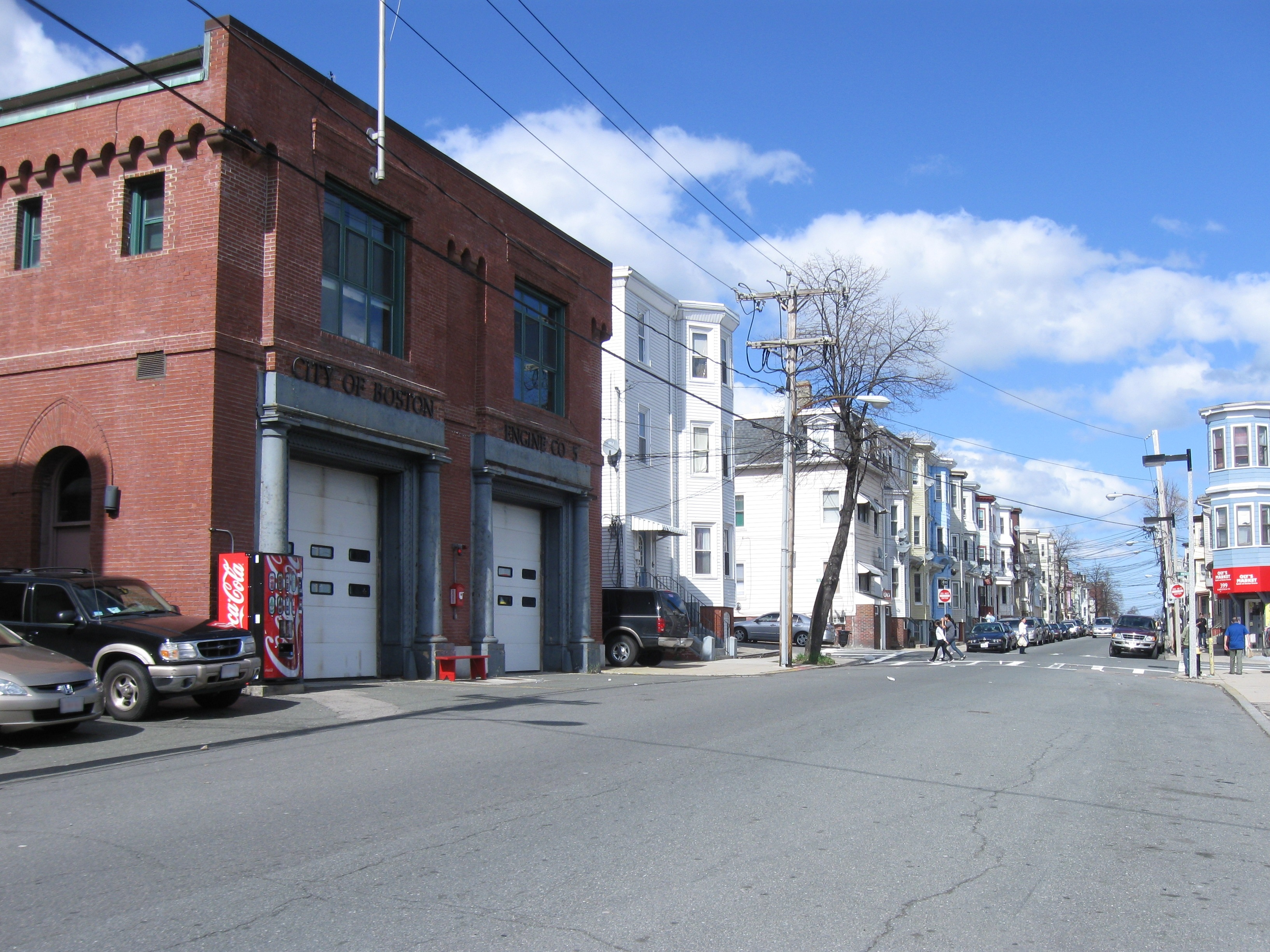
Ein Feuerwehrhaus und Umgebung an der Saratoga Street

In East Boston (oft auch analog zu „Southie“ als „Eastie“ abgekürzt) leben heute in der Mehrzahl Hispanics neben anderen großen Bevölkerungsgruppen wie beispielsweise den Italienern, die in Gegenden wie Orient Heights leben. Obwohl der Stadtteil eine spektakuläre Sicht auf die Skyline von Boston bietet, stiegen die Mieten und Grundstückspreise in den späten 1990er Jahren und im frühen 21. Jahrhundert langsamer an als in der restlichen Metropolregion. Dies ist unter anderem durch die relative Isolation des Stadtteils, Schwierigkeiten bei der Entwicklung von Grundstücken entlang der Uferlinie und der negativen Einstellung zum Logan International Airport begründet.
Viele Jahre lang waren die Straßenverbindungen nach Boston ständig überlastet, insbesondere die Sumner- und Callahan-Tunnel sowie die Tobin Bridge bei Chelsea. Wer zum Flughafen aus Richtung Westen oder Süden fahren wollte, musste einen dieser Zugangspunkte nutzen, was praktisch rund um die Uhr zu Verkehrsstaus führte. Erst der Bau des Ted Williams Tunnel, der den Massachusetts Turnpike (I-90) bis zum Flughafen verlängert, hat zu einer weitgehenden Entlastung geführt. Die Stadt Boston hat außerdem die Einwohner von East Boston mit speziellen Transpondern ausgestattet, wodurch sie geringere Gebühren für das Durchfahren der Sumner- und Ted Williams Tunnel bezahlen.
Die lokale Regierung hat lange Zeit private Investitionen im Uferbereich verhindert. Erst vor kurzem wurde dies geändert, und die Boston Redevelopment Authority begann mit der Umsetzung des East Boston Municipal Harbor Plan, der East Boston wieder mit der Uferlinie durch die Errichtung von Apartments, Restaurants und Geschäfte verbinden soll.
Im Jahr 2011 wohnten in East Boston 61,91 % Weiße, 3,76 % Afroamerikaner, 3,72 % Asiaten, 0,39 % Indianer und 30,22 % Andere. 48,66 % der Einwohner gaben an, Hispanics zu sein. Im Gegensatz zu anderen Gemeinschaften von Hispanics in der Stadt, die vorwiegend von Menschen aus Puerto Rico oder der Dominikanischen Republik bewohnt werden, besteht die Gemeinschaft in East Boston aus einer Vielzahl unterschiedlicher Herkunftsländer, insbesondere aus Lateinamerika.

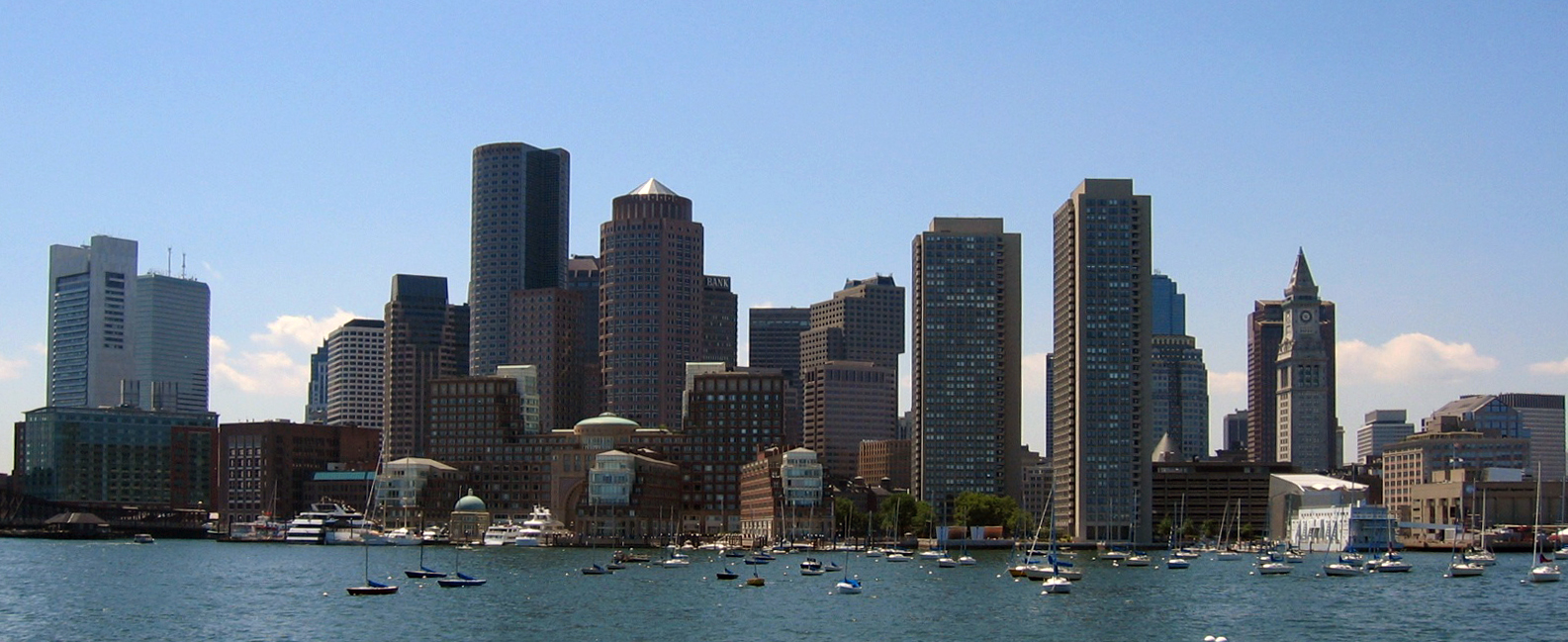
Die Skyline von Boston von East Boston aus gesehen

## Kultur und Sehenswürdigkeiten

### Bauwerke

#### Madonna Shrine & Don Orione
Eines der bekanntesten Symbole von East Boston ist die 35 ft (10,67 m) hohe Statue der Madonna. Der Schrein der Madonna am höchsten Punkt von Orient Heights ist der nationale Stammsitz der Ordensgemeinschaft Don Orione. Die Statue wurde 1954 vom jüdisch-italienischen Bildhauer Arrigo Minerbi erbaut und stellt eine exakte Nachbildung der Statue im Don Orione Center auf dem Monte Mario in Rom dar. Minerbi wollte durch die Schaffung der Statue seine Dankbarkeit an die katholische Kirche zum Ausdruck bringen, die ihn und seine Familie vor der Verfolgung durch die Nazis im Zweiten Weltkrieg beschützt hatte. Auf der anderen Straßenseite des Schreins befindet sich das Don Orione Home, ein Pflegeheim, das ebenfalls von den Angehörigen des Ordens gegründet wurde.

#### Temple Ohabei Shalom Cemetery
Der Temple Ohabei Shalom Cemetery ist der älteste jüdische Friedhof in Massachusetts. Das Mystic River Jewish Project restauriert die kleine, aus dem Jahr 1903 stammende und im Stil des Gothic Revival erbaute Kapelle des Friedhofs zur Nutzung als Museum.

### Parks

#### Piers Park

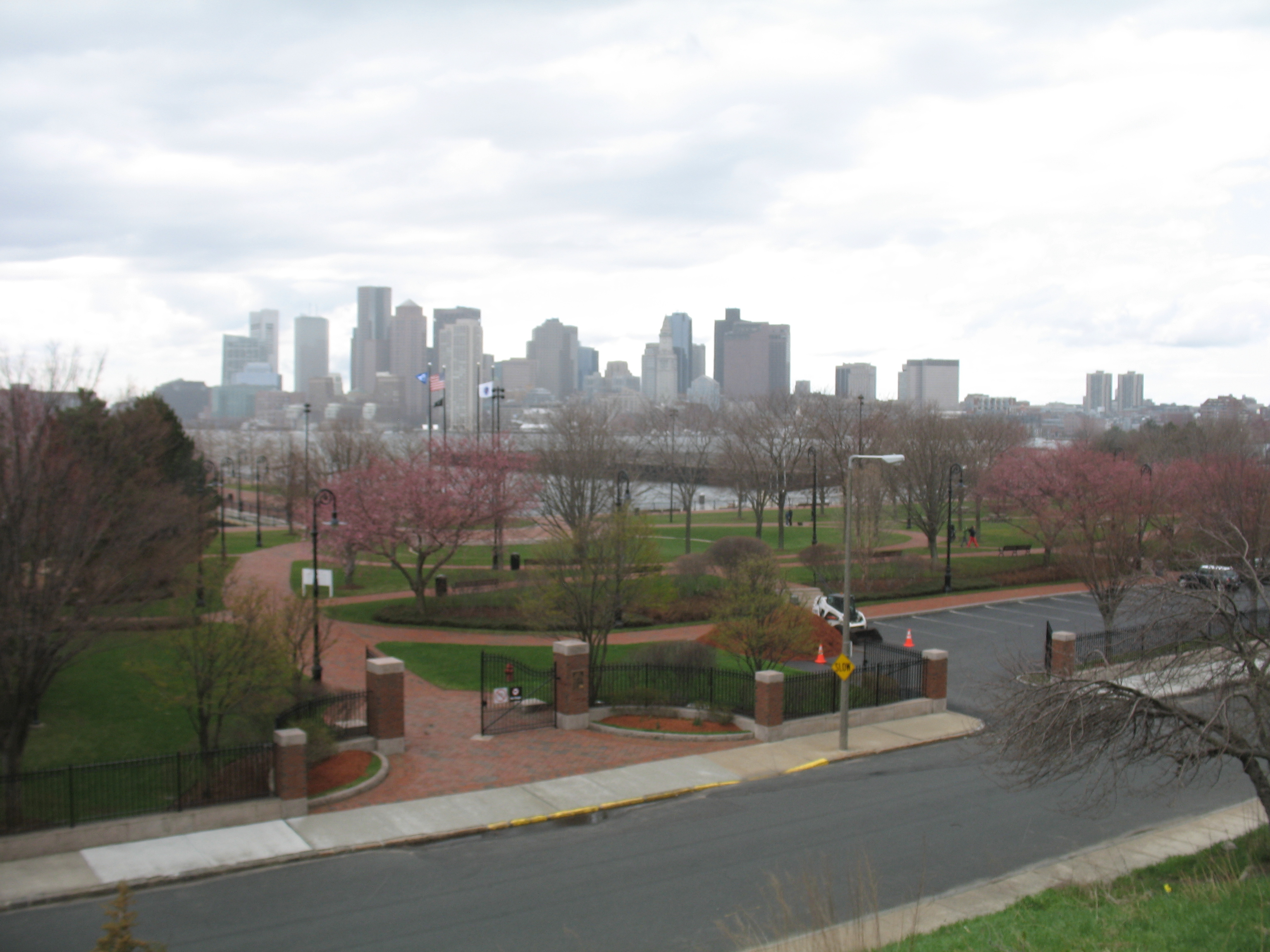
Der Piers Park mit der Skyline des Stadtzentrums von Boston im Hintergrund

An der Westseite von East Boston befindet sich der Piers Park, von dem aus man einen guten Überblick über den Boston Harbor hat und das Zentrum der Stadt Boston sehen kann. Der Park besteht aus mäandernden Wegen aus Ziegelsteinen, die durch offene Grasflächen und kleinere Baumbestände verlaufen. Es gibt außerdem einige Pavillons, von denen einer Donald McKay gewidmet ist. Es gibt darüber hinaus ein Amphitheater, außerdem ist das Piers Park Sailing Center zu nennen.

### Sport

#### Suffolk Downs
Suffolk Downs ist eine 1935 eröffnete Pferderennbahn, die über die U.S. Route 1 und eine Haltestelle der Blue line erreicht werden kann. Am 18. August 1966 diente die Bahn als Arena für ein Konzert der Beatles vor über 24.000 Zuschauern.
Im Jahr 2009 musste das zuvor noch jährlich stattfindende Rennen MassCap abgesagt werden, da die Konkurrenz durch Indianerkasinos in Rhode Island und Connecticut zu groß geworden war.

#### Fußballfeld
Etwa drei Blocks vom Santarpio's entfernt gibt es ein Fußballfeld, gleich nebenan befinden sich ein Spielplatz und ein Parkplatz.

#### Constitution Beach
Ebenfalls in East Boston befindet sich einer der bekanntesten und beliebtesten Strände in Boston. Der Constitution Beach oder auch Shay's Beach befindet sich in Orient Heights. Der Strand wurde in den späten 1990er Jahren renoviert und bekam in diesem Zuge ein neues Badehaus, einen Erfrischungsstand sowie neue Fußgängerwege über die Schienen der Blue Line zur Bennington Street. Während der Hauptsaison können mehr als 100 Einwohner am Strand beobachtet werden.

### Kulinarische Spezialitäten
Santarpio's Pizza, Spinelli's, Mario's, Meridian Market, Jeveli's, Rino's und Kelly's Square Pub sind sehr bekannte italienische Restaurants und Pizzerien in East Boston.

## Wirtschaft und Infrastruktur

### Verkehr

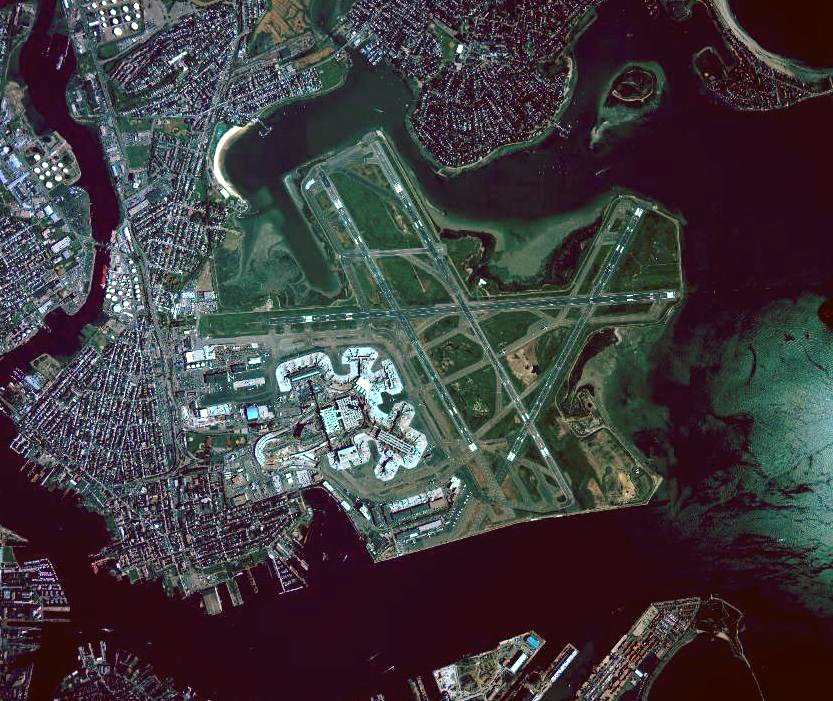
East Boston und der Logan Airport

Lange Zeit spielte das Verkehrswesen eine entscheidende Rolle bei der Entwicklung und Gestaltung von Boston. Die weltbesten Klipper wurden in der Mitte des 19. Jahrhunderts in der Werft von Donald McKay gebaut. 1904 wurde ein U-Bahn-Tunnel eröffnet, der East Boston mit dem Rest der Stadt verband und der erste Unterwassertunnel seiner Art in den Vereinigten Staaten war. Häuser wurden gleich reihenweise abgerissen, um die Tunnel Sumner (1934) und Callahan (1961) zu bauen und damit direkte Straßenanbindungen an das Zentrum von Boston zu schaffen. Ein kleiner Flugplatz, der in East Boston in den frühen 1920er Jahren errichtet worden war, entwickelte sich stetig weiter und ist heute als Logan International Airport bekannt. Bis zu ihrer Liquidation befand sich dort der Unternehmenssitz von Air New England.
Der Logan Airport ist der wichtigste internationale Flughafen in Neuengland und zählt zu den 20 verkehrsreichsten in den Vereinigten Staaten. Der größte Teil des Flughafengeländes befindet sich in East Boston, jedoch liegen Teile der Start- und Landebahnen in Winthrop. Der Flughafen ist fast vollständig von Wasser umgeben, was insbesondere die Landungen für die Passagiere interessant gestaltet. Um den Flughafen gibt es seit Jahrzehnten Kontroversen, die sich in fortwährenden Konflikten zwischen der Eigentümer- und zugleich Betreibergesellschaft Massachusetts Port Authority und den Einwohnern niederschlägt. So führte eine der vielen Erweiterungen des Geländes zum Verlust des Wood Island Park, einer von Frederick Law Olmsted entworfenen Grünfläche, die als beliebtes Erholungsgebiet diente. Im Herbst 1968 führten Bauarbeiten am Flughafen dazu, dass extrem laute Züge durch East Boston rumpelten. Eine Gruppe junger Frauen ging daraufhin mit ihren Kinderwagen auf die Straße und blockierte die Schienenwege. Die Spannungen zwischen dem Flughafen und einigen Anwohnern setzen sich bis heute fort, insbesondere im Hinblick auf die geplante neue Erweiterung durch eine fünfte Landebahn.

### Öffentliche Einrichtungen

#### Gemeinschaftsgärten
In East Boston gibt es sechs Gemeinschaftsgärten, die von verschiedenen Organisationen (darunter das Boston Parks and Recreation Department und das Boston Natural Areas Network) verwaltet werden. Während einige der Gärten vermietet werden und frei gestaltet werden können, sind andere für die Nutzung von Schulkindern reserviert.

#### Zumix
Zumix ist eine gemeinnützige Organisation mit Sitz an der 260 Sumner Street, die insbesondere die Bereiche der Musik und Kunst fördert. Ziele sind vorwiegend die Unterstützung und Förderung von Jugendlichen sowie die Integrationsarbeit im kulturell sehr vielfältigen Stadtteil.

### Bildung

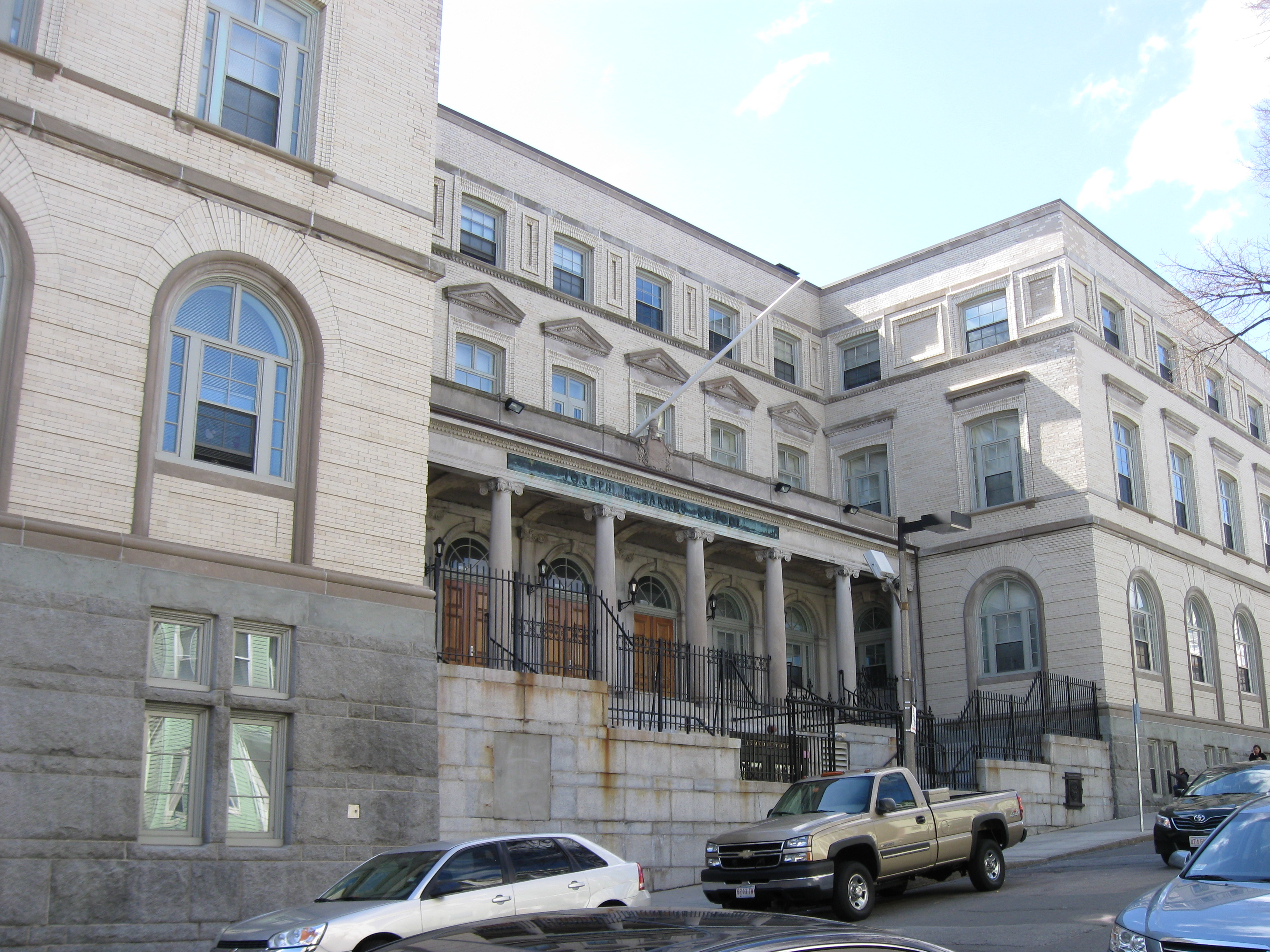
Die historische Old East Boston High School ist heute eine Privatschule.

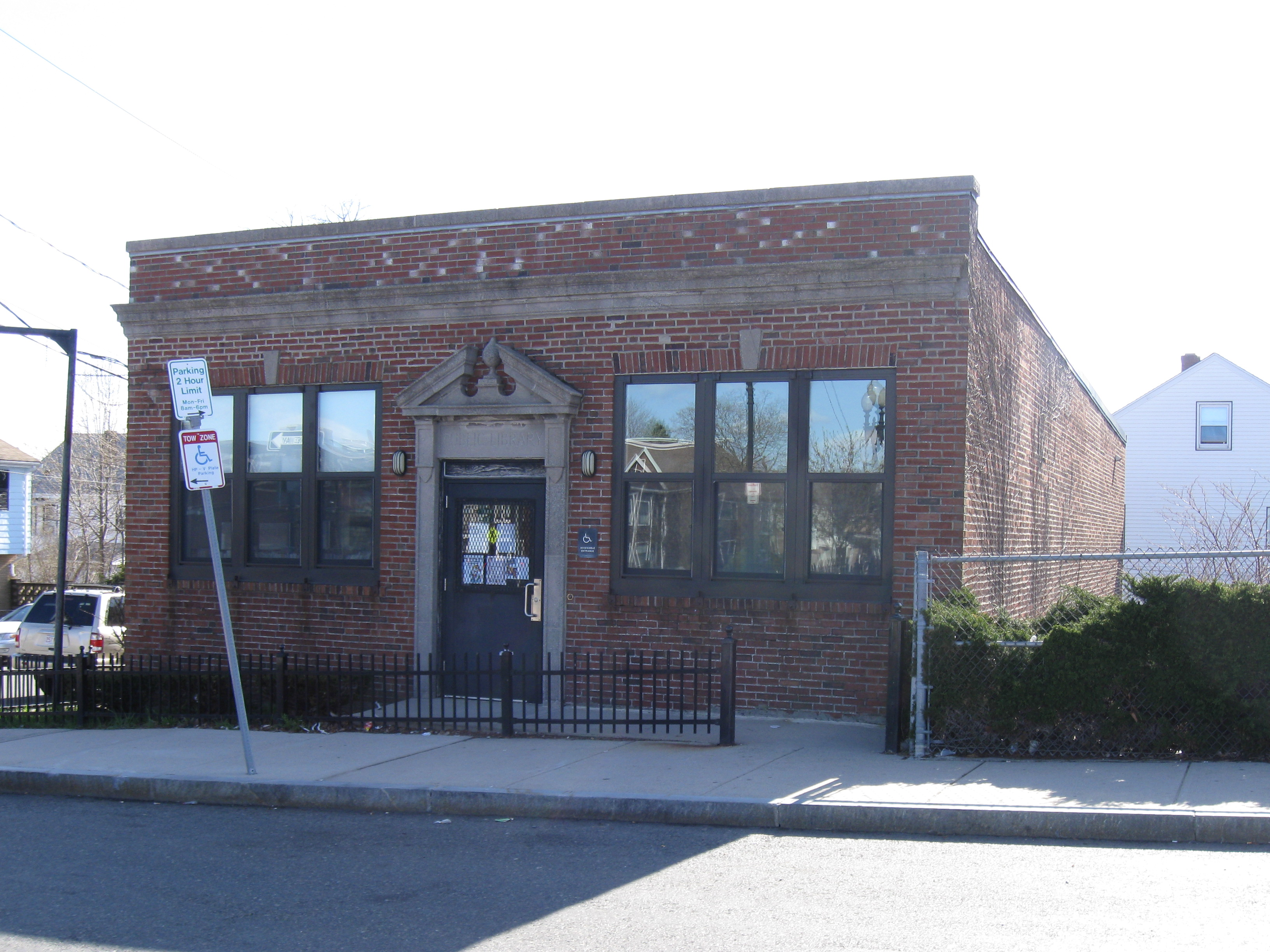
Die Filiale der Boston Public Library in Orient Heights.

#### Öffentliche Schulen
Boston Public Schools (BPS) betreibt mehrere öffentliche Schulen in East Boston. Aufgrund der relativen Isolation des Stadtteils wird jedem Kind ein Platz in einer Schule in East Boston garantiert.
Zu den von der BPS betriebenen Schulen zählen:
- East Boston Early Childhood Center (Kindergarten 0 bis 1 Jahr)[13]
- Elementary Schools
  - Samuel Adams[14]
  - Mario Umana Academy[15]
  - Manassah E. Bradley[16]
  - Curtis Guild[17]
  - Patrick J. Kennedy[18]
  - Hugh R. O’Donnell[19]
  - James Otis[20]
- Middle Schools
  - Umana Middle School Academy[21]
- Highschools
  - East Boston High School[22]
- Weitere Schulen
  - Donald McKay K-8 School[23]

Außerdem gibt es die nicht von der BPS betriebene Excel Academy Charter School.

#### Private Schulen
Im Bereich der Privatschulen betreibt das Erzbistum Boston katholische Schulen. Die East Boston Central Catholic School auf dem Gelände der Gemeinde Most Holy Redeemer bedient die Altersgruppe Kindergarten (Alter 1 Jahr) bis zum 8. Grad. Sie wird von Mitgliedern verschiedener Kirchen verwaltet.
Die Savio Preparatory High School und St. Mary, Star of the Sea School wurden 2007 bzw. 2008 geschlossen.

#### Bibliotheken
Die Boston Public Library unterhält aktuell zwei Filialen in East Boston – die eine befindet sich an der 276 Meridian Street, die andere in Orient Heights an der 18 Barnes Avenue. Daneben gibt es Pläne zur Eröffnung einer dritten Filiale im Zentrum des Stadtteils.

## Persönlichkeiten
- Augie Lio – American-Football-Spieler
- Jeff Kalligheri – Filmproduzent
- Jermaine Wiggins – American-Football-Spieler

## Sonstiges
Der United States Postal Service betreibt seine örtliche Filiale an der 50 Meridian Street.
East Boston gehört zum Distrikt A-7 des Boston Police Department.